# مسابقات جهانی تنیس روی میز ۱۹۶۷
مسابقات جهانی تنیس روی میز ۱۹۶۷ (انگلیسی: 1967 World Table Tennis Championships) بیست و نهمین دوره مسابقات جهانی تنیس روی میز است که در شهر استکهلم، سوئد برگزار شده است.
این مسابقات از ۱۱ تا ۲۱ آوریل ۱۹۶۷ در دو بخش تیمی و انفرادی انجام شده است.